# サロン専売品
サロン専売品（さろんせんばいひん, salon monopoly）とは、シャンプーなどの化粧品を取り扱うメーカーが、主に美容を本業にしている美容師やメイクアップアーティスト、ビューティーアドバイザーなど、美容のプロフェッショナルが使用するためにつくられた化粧品のことである。
多くは美容院やエステティックサロン、クリニックといった美容に関する専門性の高い店舗で販売している。